# Associazione Calcio Siena 1985-1986
Questa voce raccoglie le informazioni riguardanti l'Associazione Calcio Siena nelle competizioni ufficiali della stagione 1985-1986.

## Stagione
Nella stagione 1985-1986 il Siena disputò il terzo campionato di Serie C1 della sua storia.

## Divise e sponsor
Il fornitore ufficiale di materiale tecnico per la stagione 1985-1986 fu Ennerre.
| 1ª divisa |

## Organigramma societario
Area direttiva
- Presidente: Danilo Nannini
- Segretario: Stefano Osti

Area tecnica
- Allenatore: Ferruccio Mazzola[1]

## Rosa
| N. |                   | Ruolo | Calciatore              |
| -- | ----------------- | ----- | ----------------------- |
|    | Italia (bandiera) | P     | Luciano Bartolini       |
|    | Italia (bandiera) | P     | Gianni Marco Sansonetti |
|    | Italia (bandiera) | D     | Alessandro Bocchini     |
|    | Italia (bandiera) | D     | Luciano Vargas          |
|    | Italia (bandiera) | D     | William Pederzoli       |
|    | Italia (bandiera) | D     | Luciano Porru           |
|    | Italia (bandiera) | D     | Danilo Tosoni           |
|    | Italia (bandiera) | D     | Enrico Vichi            |
|    | Italia (bandiera) | C     | Fernando Bianchini      |

| N. |                   | Ruolo | Calciatore         |
| -- | ----------------- | ----- | ------------------ |
|    | Italia (bandiera) | C     | Pasquale Minuti    |
|    | Italia (bandiera) | C     | Santino Nuccio     |
|    | Italia (bandiera) | C     | Antonio Onofri     |
|    | Italia (bandiera) | C     | Claudio Rastelli   |
|    | Italia (bandiera) | C     | Corrado Ravazzolo  |
|    | Italia (bandiera) | C     | Paolo Stringara    |
|    | Italia (bandiera) | A     | Claudio Fermanelli |
|    | Italia (bandiera) | A     | Virginio Molteni   |
|    | Italia (bandiera) | A     | Ugo Ricci          |

## Risultati

### Serie C1

#### Girone di andata
| Arbitro: | Scalcione (Matera) |

|                         |           |  |
| Modica 61’ Compagno 63’ | Marcatori |  |

| Arbitro: | Isola (Parma) |

|                         |           |            |
| Ricci 69’ Pederzoli 90’ | Marcatori | 24’ Pecchi |

| Arbitro: | Schiavon (Padova) |

|                       |           |  |
| Orati 22’ Buffone 38’ | Marcatori |  |

| Siena 13 ottobre 1985 | Salernitana       | 0 – 0 | Siena | Stadio Donato Vestuti\| Arbitro: \| Lo Russo (Milano) \| |
| Arbitro:              | Lo Russo (Milano) |       |       |                                                          |

| Arbitro: | Alfonso (Alghero) |

|                 |           |  |
| Fermanelli I 6’ | Marcatori |  |

| Arbitro: | Ruffinengo (Savona) |

|                      |           |                                                        |
| Del Rosso 41’ (rig.) | Marcatori | 5’ Nuccio 20’ Fermanelli I 37’ (aut.) Aita 38’ Molteni |

| Siena 3 novembre 1985 | Siena              | 0 – 0 | Ternana | Stadio del Rastrello\| Arbitro: \| Stafoggia (Pesaro) \| |
| Arbitro:              | Stafoggia (Pesaro) |       |         |                                                          |

| Cava de' Tirreni 10 novembre 1985 | Cavese             | 0 – 0 | Siena | Stadio Comunale\| Arbitro: \| Tedeschi (Bologna) \| |
| Arbitro:                          | Tedeschi (Bologna) |       |       |                                                     |

| Arbitro: | Vasselli (Roma) |

|                       |           |  |
| Fermanelli I 28’, 74’ | Marcatori |  |

| Arbitro: | Beschin (Legnago) |

|                                       |           |            |
| Pederzoli 36’ (rig.) Fermanelli I 55’ | Marcatori | 89’ D'Este |

| Arbitro: | Ingargiola (Marsala) |

|               |           |                 |
| Palmisano 83’ | Marcatori | 5’ Fermanelli I |

| Arbitro: | Gargiulo (Napoli) |

|                                       |           |  |
| Pederzoli 22’ (rig.) Fermanelli I 60’ | Marcatori |  |

| Casertana 15 dicembre 1985 | Casertana       | 0 – 0 | Siena | Stadio Alberto Pinto\| Arbitro: \| Grechi (Milano) \| |
| Arbitro:                   | Grechi (Milano) |       |       |                                                       |

| Arbitro: | Bettini (Forlì) |

|           |           |               |
| Ricci 54’ | Marcatori | 83’ Secondini |

| Arbitro: | Felicani (Bologna) |

|            |           |  |
| Apuzzo 68’ | Marcatori |  |

| Arbitro: | Caprini (Perugia) |

|                                             |           |                                 |
| Orsi 22’ (aut.) Fermanelli I 64’ Nuccio 80’ | Marcatori | 72’ Lanci 83’ (rig.) Di Michele |

| Arbitro: | Satariano (Palermo) |

|                   |           |  |
| Romiti 87’ (rig.) | Marcatori |  |

#### Girone di ritorno
| Arbitro: | Quartuccio (Torre Annunziata) |

|                  |           |  |
| Ricci 76’ (rig.) | Marcatori |  |

| Arbitro: | Conforti (Macerata) |

|                               |           |                         |
| Laurenti 29’ Carnevale II 79’ | Marcatori | 85’ (rig.) Fermanelli I |

| Arbitro: | Scalise (Bologna) |

|            |           |           |
| Nuccio 30’ | Marcatori | 56’ Orati |

| Arbitro: | Grechi (Milano) |

|  |           |            |
|  | Marcatori | 66’ Meluso |

| Arbitro: | Ruffinengo (Savona) |

|              |           |  |
| Crialesi 90’ | Marcatori |  |

| Arbitro: | Schiavon (Padova) |

|            |           |  |
| Onofri 62’ | Marcatori |  |

| Arbitro: | Guida (Palermo) |

|               |           |  |
| Bartolini 29’ | Marcatori |  |

| Arbitro: | Iori (Parma) |

|               |           |  |
| Pederzoli 78’ | Marcatori |  |

| Arbitro: | Strada (Abbiategrasso) |

|                        |           |            |
| Mucciarelli 40’ (rig.) | Marcatori | 72’ Nuccio |

| Livorno 6 aprile 1986 | Livorno             | 0 – 0 | Siena | Stadio Armando Picchi\| Arbitro: \| Satariano (Palermo) \| |
| Arbitro:              | Satariano (Palermo) |       |       |                                                            |

| Arbitro: | Quartuccio (Torre Annunziata) |

|           |           |  |
| Ricci 60’ | Marcatori |  |

| Arbitro: | Guidi (Bologna) |

|                                   |           |                                    |
| Coletta 2’ Valori 47’, 63’ (rig.) | Marcatori | 45’ (rig.) Pederzoli 88’ Bianchini |

| Arbitro: | Ruffinengo (Savona) |

|                   |           |  |
| Bonaldi 9’ (aut.) | Marcatori |  |

| Arbitro: | Ingargiulo (Marsala) |

|                      |           |  |
| D'Ottavio 43’ (rig.) | Marcatori |  |

| Arbitro: | Benazzoli (Bassano del Grappa) |

|                                                |           |               |
| Pederzoli 48’, 86’ Fermanelli I 68’ Nuccio 89’ | Marcatori | 34’ Birigozzi |

| Monopoli 25 maggio 1986 | Monopoli           | 0 – 0 | Siena | Stadio Vito Simone Veneziani\| Arbitro: \| Mitrugno (Legnano) \| |
| Arbitro:                | Mitrugno (Legnano) |       |       |                                                                  |

| Arbitro: | Trentalange (Torino) |

|                                                               |           |            |
| Incarbona 8’ (aut.) Nuccio 18’ Cocco 84’ (aut.) Pederzoli 89’ | Marcatori | 45’ Romiti |

### Coppa Italia Serie C

#### Fase eliminatoria a gironi
| Siena 21 agosto 1985 | Siena | 1 – 1 | Lucchese | Stadio del Rastrello |

| Siena 25 agosto 1985 | Siena | 4 – 0 | Livorno | Stadio del Rastrello |

| Pontedera 1º settembre 1985 | Pontedera | 2 – 1 | Siena | Stadio Comunale |

| Lucca 4 settembre 1985 | Lucchese | 2 – 1 | Siena | Stadio Porta Elisa |

| Livorno 8 settembre 1985 | Livorno | 1 – 1 | Siena | Stadio Comunale |

| Siena 15 settembre 1985 | Siena | 1 – 0 | Pontedera | Stadio del Rastrello |

## Statistiche

### Statistiche di squadra
| Competizione         | Punti | In casa | In casa | In casa | In casa | In casa | In casa | In trasferta | In trasferta | In trasferta | In trasferta | In trasferta | In trasferta | Totale | Totale | Totale | Totale | Totale | Totale | DR  |
| Competizione         | Punti | G       | V       | N       | P       | Gf      | Gs      | G            | V            | N            | P            | Gf           | Gs           | G      | V      | N      | P      | Gf     | Gs     | DR  |
| -------------------- | ----- | ------- | ------- | ------- | ------- | ------- | ------- | ------------ | ------------ | ------------ | ------------ | ------------ | ------------ | ------ | ------ | ------ | ------ | ------ | ------ | --- |
| Serie C2             | 38    | 17      | 13      | 3       | 1       | 27      | 9       | 17           | 1            | 7            | 9            | 9            | 17           | 34     | 14     | 10     | 10     | 36     | 26     | +10 |
| Coppa Italia Serie C |       | 3       | 2       | 1       | 0       | 6       | 1       | 3            | 0            | 1            | 2            | 3            | 5            | 6      | 2      | 2      | 2      | 9      | 6      | +3  |
| Totale               | -     | 20      | 15      | 4       | 1       | 33      | 10      | 20           | 1            | 8            | 11           | 12           | 22           | 40     | 16     | 12     | 12     | 45     | 32     | +13 |

### Statistiche dei giocatori[1]
| Giocatore         | Serie C2 | Serie C2 | Coppa Italia Serie C | Coppa Italia Serie C | Totale   | Totale |
| Giocatore         | Presenze | Reti     | Presenze             | Reti                 | Presenze | Reti   |
| ----------------- | -------- | -------- | -------------------- | -------------------- | -------- | ------ |
| L. Bartolini      | 3        | -2       | ?                    | ?                    | 3+       | -2+    |
| F. Bianchini      | 12       | 1        | ?                    | ?                    | 12+      | 1+     |
| A. Bocchini       | 3        | 0        | ?                    | ?                    | 3+       | 0+     |
| C. Fermanelli (I) | 29       | 10       | ?                    | ?                    | 29+      | 10+    |
| L. Vargas         | 5        | 0        | ?                    | ?                    | 5+       | 0+     |
| P. Minuti         | 15       | 0        | ?                    | ?                    | 15+      | 0+     |
| V. Molteni        | 24       | 1        | ?                    | ?                    | 24+      | 1+     |
| S. Nuccio         | 30       | 6        | ?                    | ?                    | 30+      | 6+     |
| A. Onofri         | 30       | 1        | ?                    | ?                    | 30+      | 1+     |
| W. Pederzoli      | 30       | 8        | ?                    | ?                    | 30+      | 8+     |
| L. Porru          | 24       | 0        | ?                    | ?                    | 24+      | 0+     |
| C. Rastelli       | 33       | 0        | ?                    | ?                    | 33+      | 0+     |
| C. Ravazzolo      | 34       | 0        | ?                    | ?                    | 34+      | 0+     |
| U. Ricci          | 27       | 4        | ?                    | ?                    | 27+      | 4+     |
| G.M. Sansonetti   | 32       | -24      | ?                    | ?                    | 32+      | -24+   |
| P. Stringara      | 30       | 1        | ?                    | ?                    | 30+      | 1+     |
| D. Tosoni         | 32       | 0        | ?                    | ?                    | 32+      | 0+     |
| E. Vichi          | 31       | 0        | ?                    | ?                    | 31+      | 0+     |